# Hippocampus bargibanti
O cavalo-marinho-de-bargibant (Hippocampus bargibanti) é uma espécie de cavalo-marinho que habita o Oceano Pacífico.